# Праварасена I
Праварасена I (невідомо - 330 р. н.е.) - був наступником Віндх'яшакті, засновника династії Вакатака. Був першим правителем династії, який називав себе Самрат (вселенським правителем). Він став самостійним імператором. Його королівство охопило значну частину Північної Індії і весь Декан, де династія Вакатака продовжувала своє правління навіть після смерті Праварасени.

## Правління
На сьогодні жодного запису з часів правління Праварасени не виявлено. Усі відомості про його правління та досягнення можна знайти вже в пізніших записах династії Вакатака, а також в  Пуранах. Пурани зазначають, що Праварасена (або «Правірі», як його називають у пуранських текстах) правив близько 60 років. Підтвердженням того, що Праварасена дожив до старості, може слугувати факт того, що онук Праварасени вже був серед наступників імперії.

## Нащадки
Праварасена залишив міцну спадщину і запам'ятався до остаточної загибелі династії Вакатака. Частіше за все, генеалогію династії Вакатаки починається з Праварасени замість Віндх'яшакті. Жоден із наступників Праварасени не прийняв його високий титул Самрат, задовольнившись порівняно скромним титулом Махараджа. Унікальний імператорський титул Праварасени, його експансивна імперія та численні ведичні жертви зробили його особливо славетним правителем в очах нащадків.